# 顔恵慶
顔 恵慶（がん けいけい）は清末、中華民国、中華人民共和国の外交官・政治家・教育者。北京政府では外交総長など閣僚を歴任し、一時は国務総理、臨時執政代行もつとめた。国民政府でも国際連盟中国代表団首席代表、駐ソ大使など要職を歴任した。字は駿人。弟に鉄道技術者の顔徳慶、堂弟（父方の従弟）に医学分野の教育家である顔福慶がいる。

## 事績

### 清末の活動
聖公会牧師顔永京の息子として生まれる。顔恵慶は地元上海の聖ヨハネ書院、英華書塾、同文書院で学ぶ。1895年（光緒21年）、アメリカへ留学、1897年（光緒23年）にバージニア大学に入学した。在学中はキリスト教会の学校で教師をつとめたり、中国駐米公使館で事務に携わったりしている。1900年（光緒26年）6月、バージニア大学を卒業し、8月に帰国した。帰国後は上海聖ヨハネ大学で6年以上教師をつとめる。1905年（光緒31年）、上海『南方報』英文版の編集者をつとめ、さらに『英華大辞典』の主編者となり、これを商務印書館から刊行した。1906年（光緒32年）9月、北京で留学生試験を受け、一等第二の優秀な成績をあげ、訳科進士とされている。
1907年（光緒33年）冬、顔恵慶は中国駐米公使館二等参賛に任ぜられ、公使伍廷芳に随従してアメリカに向かった。米国では外交事務に携わる傍ら、ジョージ・ワシントン大学で国際法を学び、さらにアメリカ国際法学会に加入している。1910年（宣統2年）帰国し、外務部主事、外務部参議をつとめた。辛亥革命が勃発すると、顔は袁世凱と共に各国の駐華公使を訪問してその支持を獲得し、袁から信任され外務部左丞に抜擢されている。

### 民国初期の活動
中華民国成立後、最初に組織された唐紹儀内閣で顔恵慶は外交部次長に就任する。翌1913年（民国2年）春、ドイツ・スウェーデン・デンマークの三国公使に任ぜられ、ベルリンに駐在した。1919年（民国8年）のパリ講和会議では中国代表団顧問をつとめている。翌年夏、任務を終えて帰国した。1920年（民国9年）8月、大総統徐世昌の命により、外交総長に任ぜられた。路線としては基本的に親英米路線をとったが、日本との交渉も重視しており、山東問題をめぐって交渉を重ねている。翌1921年（民国10年）5月には、ドイツとの間で国交を回復した。11月からのワシントン会議では、現地での交渉を施肇基・顧維鈞・王寵恵らに委ねつつ、様々な指示を送っている。その後、外交総長は1922年（民国11年）8月までつとめた。
1922年1月から1926年（民国15年）6月まで、北京政府内における各派争いの中にありながら、顔恵慶は農商総長・外交総長・内務総長に加え、臨時を含めて国務総理を4度つとめた。また1926年5月、臨時執政の段祺瑞が失脚した際には顔が臨時執政職を代行し、1か月ではあるが国家元首の地位にあった。奉天派の張作霖が大元帥となると、顔は張への協力を望まず、天津に一時引退した。以後、しばらくは金融や慈善の分野での活動に専念している。

### 国民政府での活動

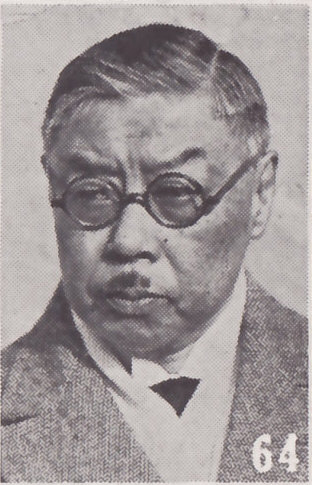
顔恵慶別影（『最新支那要人伝』1941年）

1931年（民国20年）9月、満州事変（九・一八事変）が勃発すると、顔恵慶は国民政府外交部長王正廷の要請に応じて南京に赴き、対日特種委員会委員として復帰した。11月、駐米公使に任ぜられ、ワシントンに赴いている。翌1932年（民国21年）1月、国際連盟中国代表団首席代表に任命され、対日非難の支持を得るために各国との交渉を重ねた。そして1933年（民国22年）2月の連盟総会で日本の松岡洋右が国際連盟脱退を宣言すると、顔はこれへの反対演説を行っている。
同年3月、顔恵慶は駐ソ大使に任命される。以後、ソ連との外交関係の進展に努力した他、アメリカなど各国から国民政府に対する支援を取り付けることに成功した。1936年（民国25年）初めに、年齢を考慮して引退を決意し、帰国する。日中戦争（抗日戦争）が勃発すると、中国紅十字会国際委員会主席となり、連合国からの抗日支援獲得に奔走した。1941年（民国30年）12月の香港陥落の際に、顔恵慶は日本軍に一時拘束される。日本側から親日政権への参加等を求められたが、顔は一切拒絶した。1945年（民国34年）8月の日本敗北と同時に顔は上海に戻り、上海市参議員や連合国極東救済・復興委員会主席などをつとめている。
1949年（民国38年）1月、代理総統李宗仁の要請を受け、顔恵慶は中国共産党との和平交渉にあたった。しかし蔣介石らの反対もあって和平は成立せず、いったん顔も上海に引き返した。中国人民解放軍により上海が陥落する直前になると、撤退の同行を国民政府から求められたが、顔はこれを拒否して上海に残る。中華人民共和国建国後は、中国人民政治協商会議全国委員会委員、政務院（国務院の前身）政法委員会委員、華東軍政委員会副主席などをつとめた。1950年5月24日、上海で心臓病のため病没。享年74（満73歳）。

## 注
1. ↑  婁献閣（1996）、89頁による。劉国銘主編（2005）、2421頁によると、1877年5月14日（光緒3年4月初2日）生まれ。どちらかが旧暦と新暦を取り違えていると考えられるが、便宜的に前者による。
2. ↑  婁献閣（1996）、89-91頁。
3. 1 2 3 4 5 6 7  徐友春主編（2007）、2750頁。
4. 1 2 3 4 5 6 7  劉国銘主編（2005）、2421頁。
5. ↑  婁献閣（1996）、91頁。
6. ↑  婁献閣（1996）、91-94頁。
7. ↑  段祺瑞失脚後は、国務総理が臨時執政職を代行することになる。この状況は1927年（民国16年）6月、張作霖が大元帥に就任するまで続いた。
8. ↑  婁献閣（1996）、94-96頁。
9. ↑  婁献閣（1996）、96-97頁。
10. ↑  婁献閣（1996）、97-99頁。
11. ↑  婁献閣（1996）、99頁。

## 著作
- 『顔徳慶自傳』
- 『英華標準雙解大辭典』
- 『英華大辭典』